# ブダペスト覚書
ブダペスト覚書（ブダペストおぼえがき、英: Budapest Memorandum on Security Assurances, ロシア語: Будапештский меморандум, ウクライナ語: Будапештський меморандум）は、1994年12月5日にハンガリーの首都ブダペストで開催されたOSCE（欧州安全保障協力機構）会議において、アメリカ・イギリス・ロシアの核保有3ヶ国が署名した覚書である。内容としては、ウクライナ・ベラルーシ・カザフスタンが核不拡散条約に加盟したことに関連して、協定署名国（つまりアメリカ・イギリス・ロシア）がこの3ヶ国の安全を保障する、という内容のものである。またフランスと中国は、別々の書面で若干の個別保障をしている。
署名した国々の1つであるロシア自体が2022年にウクライナに侵攻したので、（ロシアの署名分に関しては）この覚書は既に破棄されている（また、2014年のクリミア併合でも既に反故にしていることは、ロシアの2018年大統領候補のクセニア・ソブチャクからも違反行為という声が上がった）。

## 概要
この覚書には、ウクライナ・ベラルーシ・カザフスタンの領土保全や政治的独立に対する脅威、または他国からの武力行使に対する安全保障が含まれていた。その結果、1994年から1996年の間にこの3ヶ国は核兵器を放棄（正確にはロシアに移転）した。それ以前は、ウクライナが世界第3位の核兵器備蓄国であり、運用管理はしていなかったもののウクライナが大量に物理保有していた。なお、同兵器の運用はロシア管理による電子的行動許可伝達システム（PAL）とロシアの指揮統制システム（CCS）に依存していたとされる。
2014年にロシアがクリミア半島を一方的に併合したことで、アメリカ・カナダ・イギリスさらに他の国々も    、ロシアの関与はウクライナに対するブダペスト覚書の義務違反行為であり、ウクライナの主権と領土保全を侵害していると批判、しかも同覚書は外相であるセルゲイ・ラブロフほかの署名のもと国連へ伝達したものであった。
2014年3月4日、ロシア大統領のウラジーミル・プーチンはブダペスト覚書への違反に関する質問への回答として、ウクライナの現状は革命だとして「今は新たな国家が起ち上がった時であり、この（新たな）国家に関しての義務的な文書には何ら署名していない。」と述べた 。ロシアは「ウクライナの民間人をその意思に反してもウクライナに強制滞在させること」までは決して義務の下に含まれていないと主張した。 ロシアは、アメリカがブダペスト覚書に違反していると言い出して、ユーロマイダンはアメリカが扇動したクーデターだと述べている。

## 協定内容
覚書によると 、アメリカ・イギリス・ロシアは、ベラルーシとカザフスタンとウクライナが核不拡散条約の加盟国になったことを認め、実際には核兵器をロシアに引き渡すことで、 彼らは次のようにする。
1. ベラルーシ、カザフスタン、ウクライナの独立と主権と既存の国境を尊重する[16]
2. ベラルーシ、カザフスタン、ウクライナに対する脅威や武力行使を控える
3. ベラルーシ、カザフスタン、ウクライナに政治的影響を与える目的で、経済的圧力をかけることは控える
4. 「仮にベラルーシ/カザフスタン/ウクライナが侵略の犠牲者、または核兵器が使用される侵略脅威の対象になってしまう」場合、ベラルーシ、カザフスタン、ウクライナに支援を差し伸べるため即座に国連安全保障理事会の行動を依頼する
5. ベラルーシ、カザフスタン、ウクライナに対する核兵器の使用を控える
6. これらの誓約事に関して疑義が生じた場合は、互いに協議を行う[12][17]

## 分析
この協定のもと、署名国は核不拡散条約の遵守と引き換えに「安全保障」をウクライナに提供した。 この覚書は、既にウクライナがOSCE（欧州安全保障協力機構）の最終法である国連憲章および核不拡散条約から保有している、一連の保障をまとめたものである。そうだとしてもウクライナ政府は、これらの裏付けをウクライナ固有の文書で保有しておくことが有益だと分かっていた。
ブダペスト覚書は政治的レベルで交渉されたもので、法的規定が全く欠落しているかどうか完全には明らかではない。保障には言及しているが、当事国に対する軍事援助の法的義務を課すものではない。国際関係学教授のステファン・マクファーレンによると、「もし行動を起こせば署名者に正統性を与えるが、それはウクライナで誰かに行動するよう強制はしない 」という。 
アメリカではブッシュ(子)政権もクリントン政権もウクライナに軍事介入するための準備は行われておらず、両政権ともアメリカ議会上院が国際条約を批准するとは信じていなかったので、この覚書はより限定された条件で採択された。その覚書は「誓約事に関して質問を提起する状況が生じた場合に」当事者間での協議の必要性を示しており、同覚書に明記されている。覚書が法的義務を明示しているかどうかに関わらず、ウクライナが2014年初頭から遭遇している難儀は、不拡散の誓約と引き換えに提供されている将来への安全保証の信頼性に疑問が生じていると言えよう。
フランスと中国は別々の書面でウクライナの安全を保障した。1994年12月4日の中国政府の声明は、疑義が発生した場合には「公正な協議」を要求するだけで義務的な協議ではなかった。1994年12月5日のフランスの宣言は協議に言及していない。
ロシアが事実上ウクライナに侵攻し始めていた2022年2月22日にウクライナ外相のドミトロ・クレバはFoxNewsのインタビューで、「当時ウクライナが、核放棄の決定をしたのは失敗だったのか」という質問に「過去を振り返りたくはない。過去に戻ることはできない」と答え、「当時もしアメリカが、ロシアとともにウクライナの核兵器を奪わなかったら、より賢明な決定を下すことができただろう」と語った。
ウォール・ストリート・ジャーナルは社説で、核兵器放棄の見返りだった安全保障は得られず、ウクライナはブダペスト覚書に裏切られたと報じた。
国際政治学者のアンドリー・グレンコは、「なぜ、あんな（覚書の）いい加減な内容を信じたかというと、当時のウクライナの指導者も国民も、何かあった時には、何かしてくれるから大丈夫くらいの認識だった。それで、核兵器をロシアに渡してもいいと思っていた。当時のウクライナ社会では核兵器に関する認識が絶望的になく、その無知ゆえに、核兵器を安易に放棄した。同盟国のアメリカが武器を持っているからいらないと。物事の本質を見ず、（覚書の）条文をイメージで信じてしまっていた。簡単に言うと平和ボケしていた。そこがウクライナの教訓です」と主張している。

## 合意違反

### 2005年のガス紛争
ほぼ無用の長物と化していた覚書だが、2005年に勃発したロシア・ウクライナガス紛争にて、ロシア側に燃料供給を絶たれそうになったウクライナ側が、当時の安全保障を確約した覚書を楯にアメリカ、イギリスなどに介入を行うよう要請し、意外な形で日の目をみることとなった（結果的には介入せずにロシアとウクライナが和解）。

### 2013年の対ベラルーシ制裁
ベラルーシ政府は、アメリカによる制裁が覚書に違反していると主張した。アメリカ政府は次のように回答した、法的拘束力のないものだが、その覚書は東ヨーロッパにおける人権侵害に対する当方の取り組みと合致するものである。

### 2014年のロシアによるクリミア占領

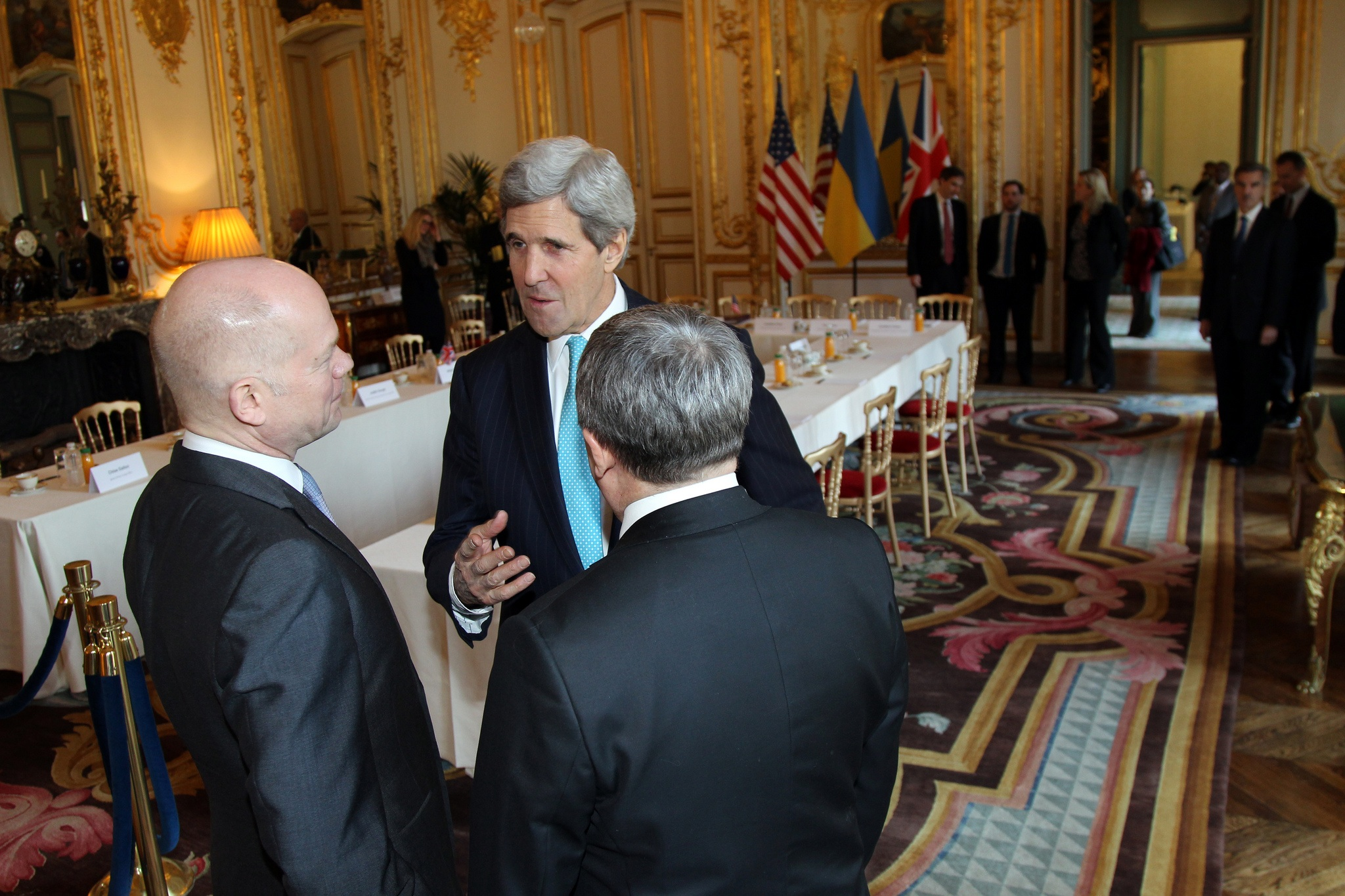
アメリカ国務長官のジョン・ケリー,イギリス外相のウィリアム・ヘイグ,ウクライナ外相のアンドリ・デシュチシアの3名が話す様子。2014年3月5日、ウクライナ危機に関するブダペスト覚書閣僚会議をパリで開催した後。

2014年2月、ロシア軍はクリミア内のさまざまな空港や他の戦略的地点を奪取または封鎖した。軍部隊はクリミアに駐留するロシアの黒海艦隊より派遣され、ブダペスト覚書に違反してロシアの土地とした。ロシア外務省は、クリミアにいる黒海艦隊に派遣された装甲部隊の動きを確認したが、彼らは両国間の様々な合意の範囲内で行動していると主張した。別のロシア公式筋は、特にセヴァストポリ国際空港地域にいる部隊が黒海艦隊から派遣されたことを否定している。ロシアは、クリミアがロシアに編入されるべきかどうかについての国民投票を支持して対処。ロシアはその国民投票が「現地軍隊」によって実施されたと発表した。3月16日に、ロシアはクリミアを併合した。ウクライナは、ブダペスト覚書の第1条に違反するとして、この行動に強く抗議した。
この危機への対応として、ウクライナ議会は政治的合意の中に明記された誓約指針を再確認するよう覚書署名国に要請し、そのうえで緊張緩和のためにウクライナとの協議を行うよう依頼した。
一時的占領地および国内避難民省（ウクライナ語: Міністерство з питань тимчасово окупованих територій та внутрішньо переміщених осіб України）は2016年4月20日に正式に設立されたウクライナの政府省庁で、2014年のロシアによる軍事介入によって侵されたドネツク・ルハーンシク・クリミアの占領地域を管理するために創設されたものである。
2014年3月24日、ハーグでの核セキュリティ・サミット期間中の臨時会合で、カナダ首相のスティーヴン・ハーパーがロシアの資格を一時停止するため残りのG7首脳たちを導いており、部分的にロシアがブダペスト覚書に違反したからだと、ハーパーは（その理由を）述べた。彼は、ウクライナが「その領有権についての明確なロシアの保証に基づいて」核兵器を放棄しており、「その保証に違反することで、プーチン大統領が一連の武力行使について、既に取り決められた以上（の領土・権利）を要求しない他国からの非難を受けるのも当然のことだ」と語った。ハーパーはまた、自由貿易協定に向けて新政権下のウクライナ政府と協力すると述べ、ウクライナ支持を表明した（ただしハーパーは翌2015年10月の連邦議会選挙で敗北、保守党党首を辞任している）。
2016年2月、 ロシア外相のセルゲイ・ラブロフは「ロシアは決してブダペスト覚書に違反していない。覚書にある唯一の義務は、核兵器でウクライナを攻撃しないということだ」と主張した。
ブダペスト覚書の草案作成に携わったアメリカの外交官であるスティーブン・パイファーは「グーグルの事実確認で30秒以内にデタラメだと判別できることを外務大臣が語るのなら、ロシア外交の不誠実と国際的意見に対する侮辱に関して何か言うことはあるのだろうか？」と後に語った。

### 2018年のケルチ海峡事件
2018年11月27日、ウクライナ外務省はブダペスト覚書の署名国に対し、誓約事項の完全遵守およびウクライナに対するロシアの侵略行為を即時停止させるための緊急協議開催の要請を訴えた。

### 2022年のウクライナ侵攻
ウクライナ大統領のヴォロディミル・ゼレンスキーは、ブダペスト覚書について、ロシアの強圧的行動により真の安全保障は得られないと公にコメントした。プーチンは、このゼレンスキーの発言をもとに、ウクライナが核兵器を開発する可能性があると主張。
この条約はその後起きた、ロシアによるウクライナへの全面侵攻によって破られている。